# Lijst van endemische fauna van Suriname
Dit is een lijst van de endemische fauna van Suriname.

## Amfibieën en reptielen

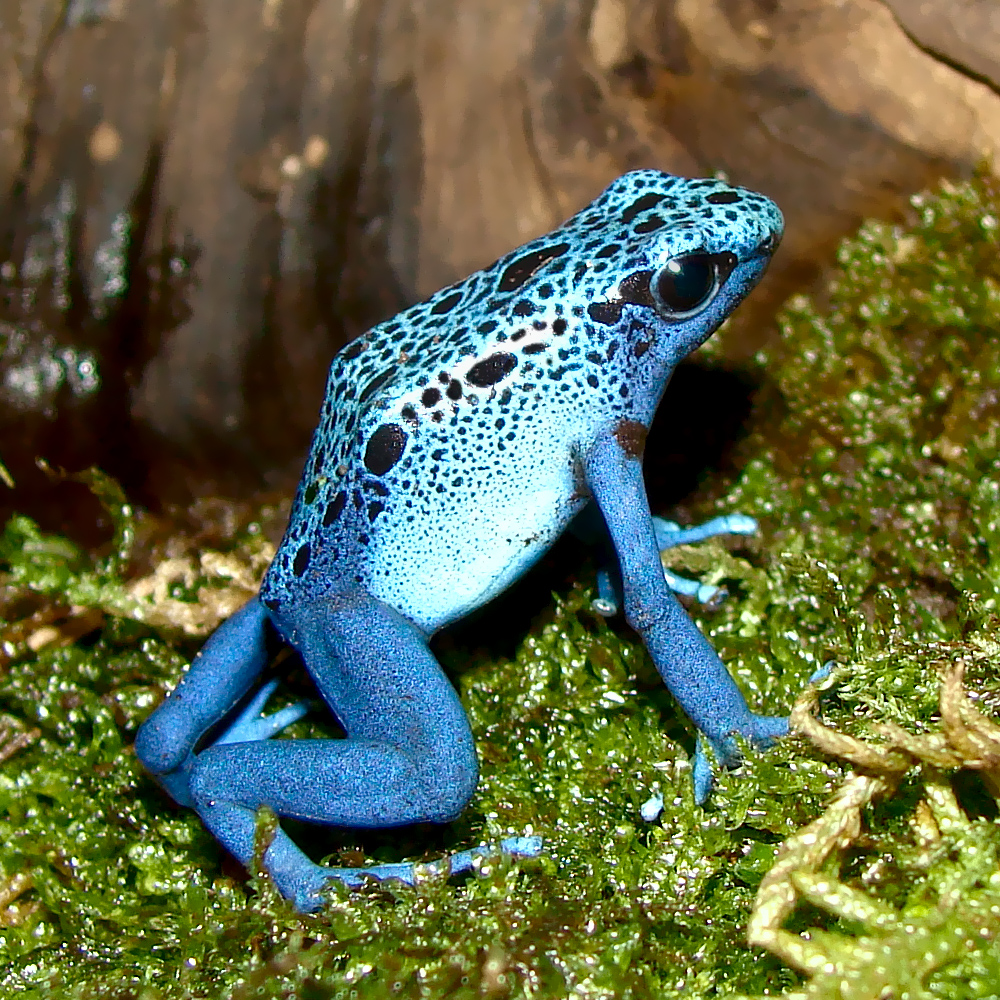
De blauwe pijlgifkikker

- Amphisbaena myersi (een echte wormhagedis)
- Caecilia albiventris (een wormsalamander)
- Cercophis auratus (een slang, komt ook voor in Brazilië)
- Cochranella geijskesi (een glaskikker)
- Dendrobates tinctorius var. azureus – de blauwe pijlgifkikker
- Hypsiboas fuentei (een boomkikker)
- Microcaecilia grandis (een wormsalamander)

## Insecten
- Ambonembia surinamensis (= Pararhagadochir surinamensis, een webspinner)
- Eburia bonairensis (een boktor)
- Nothodiplax dendrophila (een echte libel)
- Platyptilia spicula (een vedermot)
- Xylophanes meridanus (een vlinder)
- Zetekella caroli (een wants)

## Spinnen
- Rishaschia amrishi (een springspin, komt ook voor in Guyana, Frans-Guyana, Brazilië en Ecuador)

## Vissen

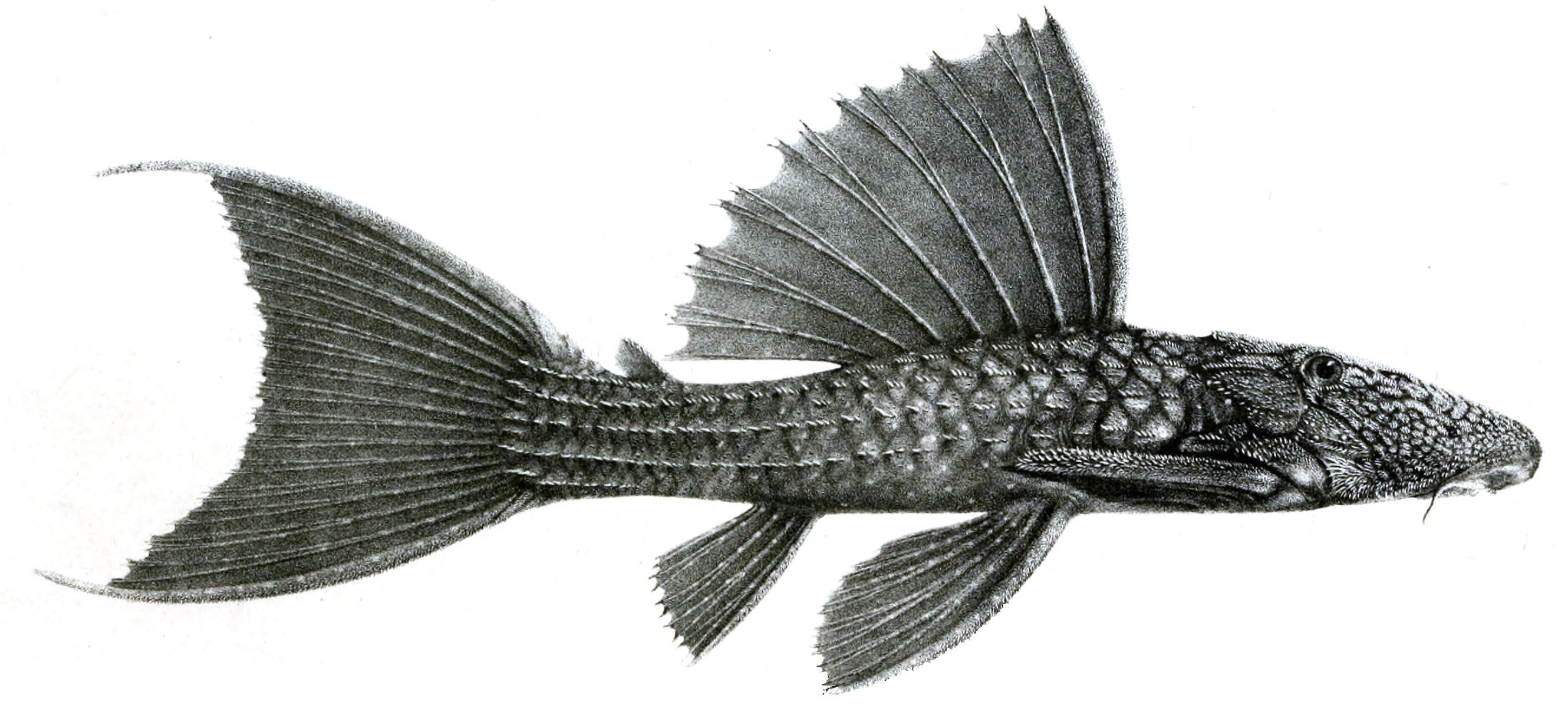
Pseudacanthicus fordii

- Cteniloricaria platystoma (een harnasmeerval)
- Guyanancistrus nassauensis (een harnasmeerval)
- Lithoxus pallidimaculatus (een harnasmeerval)
- Lithoxus surinamensis (een harnasmeerval)
- Metaloricaria nijsseni (een harnasmeerval)
- Pseudacanthicus fordii (een harnasmeerval)
- Scissor macrocephalus (een karperzalm)

## Vogels

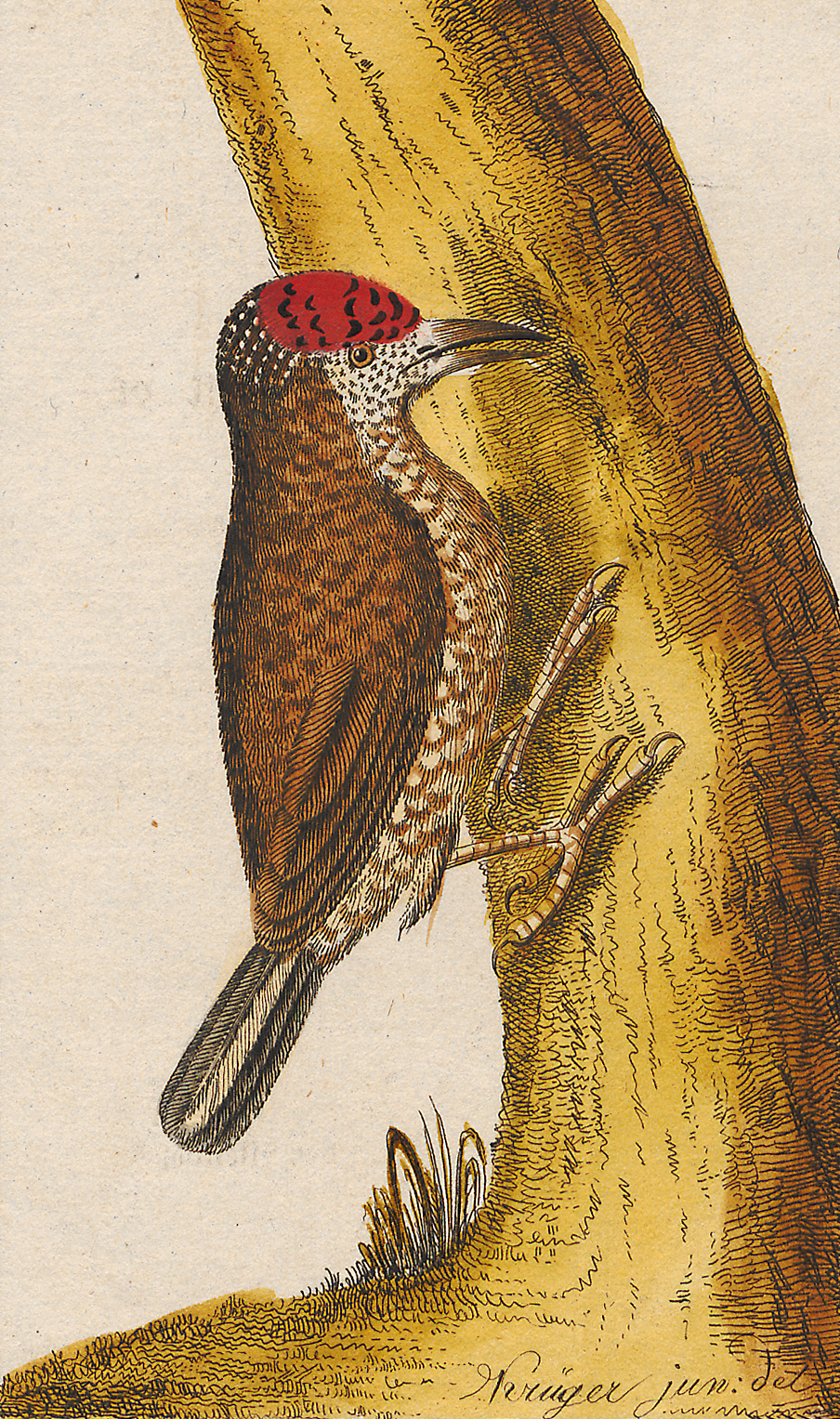
De Guyanadwergspecht

- Picumnus minutissimus – de Guyanadwergspecht (komt ook voor in Guyana en Frans-Guyana)

## Zoogdieren
- Dasyprocta cristata – de kuifagoeti (een knaagdier, komt ook voor in Guyana)
- Rhogeessa hussoni (een vleermuis, komt ook voor in Brazilië)
- Sylvilagus parentum  (een katoenstaartkonijn)